# Glicinat de aluminiu
Glicinatul de aluminiu este un derivat de aluminiu și este utilizat ca antiacid.